# Ethan Cohn
Ethan Cohn, född 18 april 1979 i New York, är en amerikansk skådespelare. Han är mest känd för rollen som Zane Taylor i science fiction-dramaserien Heroes, samt för att ha mindre roller i TV-serier som CSI: Miami och Huff. Han har utöver detta även haft en återkommande roll som Glenn Babble i TV-serien Gilmore Girls, samt medverkat i filmer som Cry Wolf, Rubber, The Experiment och Lady in the Water.
År 2011 spelade Ethan Cohn rollen som Owen Kellogg i filmen Atlas Shrugged (första delen), som är baserad på den rysk-amerikanske författaren Ayn Rands roman Och världen skälvde, från 1957. Senare under år 2013 syntes han även i rollen som Jeff, i filmen A Birder's Guide to Everything.

## Filmografi (i urval)

### Filmer
- 2005 – Cry Wolf
- 2006 – Art School Confidential (okrediterad medverkan)
- 2006 – Lady in the Water
- 2007 – On the Doll
- 2010 – Alice i Underlandet
- 2010 – Rubber
- 2010 – The Experiment
- 2011 – Atlas Shrugged: Part I
- 2012 – The Amazing Spider-Man (okrediterad medverkan)
- 2013 – A Birder's Guide to Everthing
- 2018 – The Con Is On
- 2020 – Wander Darkly
- 2022 – Blonde

### TV-serier
- 2003–2005 – Gilmore Girls (TV-serie)
- 2004 – Huff (TV-serie)
- 2005 – CSI: Miami (TV-serie)
- 2007 – Heroes (TV-serie)
- 2008 – Greek (TV-serie)
- 2009 – Monk (TV-serie)
- 2010 – United States of Tara (TV-serie)
- 2014 – Castle (TV-serie)
- 2014 – Intelligence (TV-serie)
- 2016 – Rizzoli & Isles (TV-serie)
- 2018 – Roseanne (TV-serie)
- 2019 – The Morning Show (TV-serie)